# 980年代
980年代（きゅうひゃくはちじゅうねんだい）は、西暦（ユリウス暦）980年から989年までの10年間を指す十年紀。

## できごと

### 984年
- 円融天皇が譲位し、第65代花山天皇が即位。

### 986年
- 遼が宋に侵入する（岐溝の戦い）。
- 花山天皇が譲位、第66代一条天皇即位。藤原兼家、摂政就任。

### 987年
- 西フランク王国でカロリング朝が断絶し、ユーグ・カペーがカペー朝を開く（フランス王国のはじまり）。

### 988年
- キエフ大公国のウラディーミル1世が洗礼を受け、キリスト教を国教と定める（ルーシにおける正教会の始まり）。